# متحف النابو

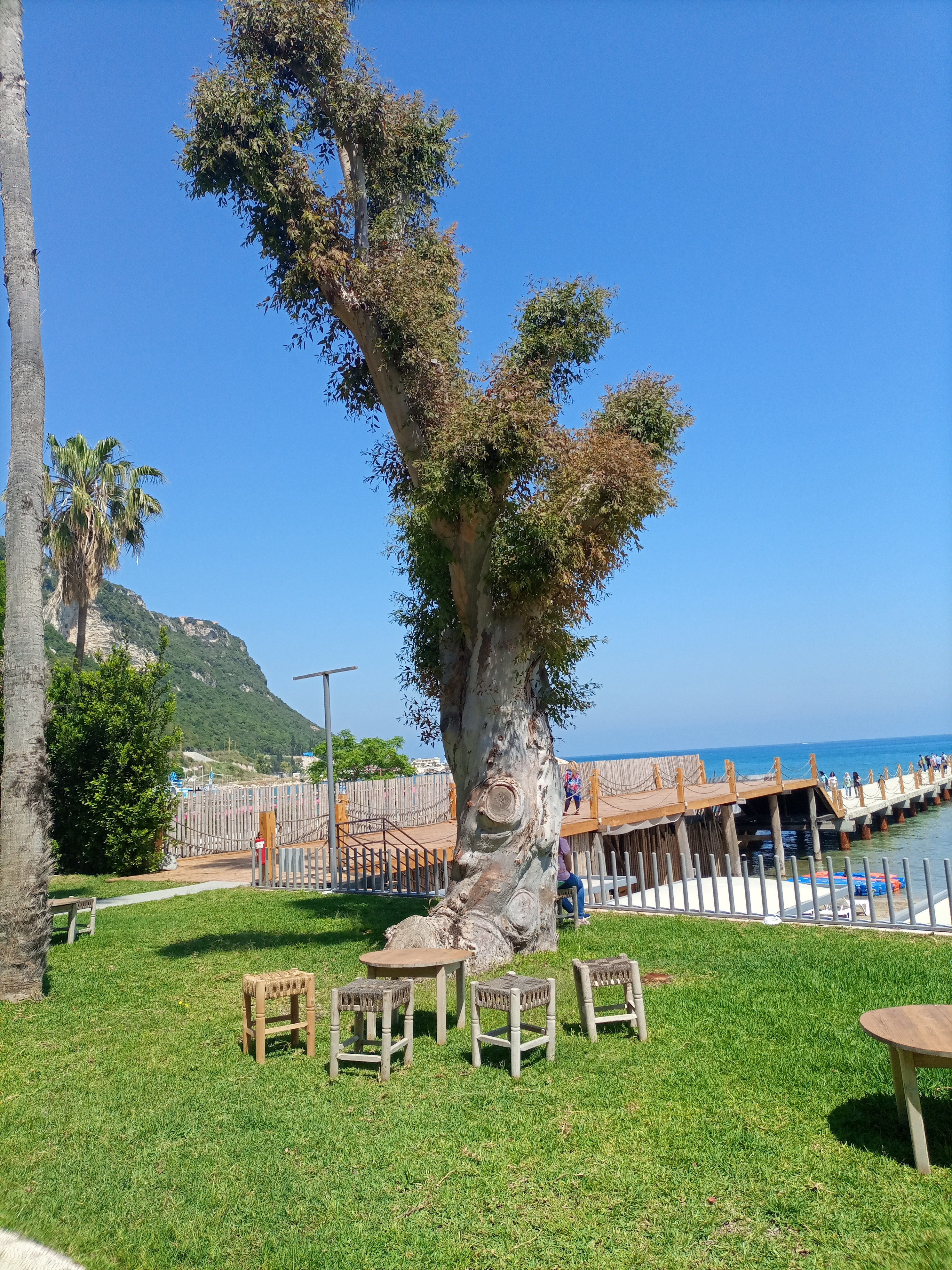
شجرة مطلة على بحر البترون في الحديقة الخلفية لمتحف النابو

متحف نابو هو متحف يقع في الهري برأس الشقاء بلبنان. تتكون مجموعته بدرجة أساسية من التحف التي تعود إلى العصر البرونزي والحديدي والتي تمثل الثقافات الرومانية واليونانية والبيزنطية والفينيقية وبلاد ما بين النهرين واللبنانية المعاصرة، بالإضافة إلى المخطوطات والمواد الإثنوغرافية. وتشمل مجموعات المتحف أيضًا أعمالًا فنية محلية وإقليمية وحديثة ومعاصرة لفنانين لبنانيين. حصل المتحف على اسمه من إله القراءة والكتابة في بلاد ما بين النهرين نابو.
افتُتح المتحف في عام 2018 م واستغرق رجل الأعمال جواد عدرا لبنائه ثمانية أشهر فقط وذلك لإيواء مجموعته التي تضم حوالي 2000 قطعة بما في ذلك الأعمال الفنية المعاصرة والآثار. كما ظهرت أسئلة نقدية حول عدم وضوح إثبات الاكتشافات المعروضة في المتحف، بما أنه يأتي الكثير منها من مناطق كان يجري فيها النهب في العقود الأخيرة.
بني الهيكل الذي يضم متحف نابو بالتعاون مع الفنان العراقي ضياء العزاوي والفنان العراقي الكندي محمود العبيدي. كما قامت وزارة الثقافة اللبنانية بترخيص المتحف بموجب المرسوم رقم 16/2018 بتاريخ 8 آذار 2018.